# Йосиповичі (заповідне урочище)
Йосиповичі — заповідне урочище місцевого значення в Україні. Розташоване в межах Стрийського району Львівської області, на південний схід від села Йосиповичі. 
Площа 40 га. Оголошено згідно з рішенням Львівської облради від 9.10.1984 року № 495. Перебуває у віданні ДП «Стрийський лісгосп» (Лотатницьке лісництво, кв. 2). 
Створено з метою збереження частини лісового масиву, розташованого в долині річки Бережниці. Зростають високопродуктивні насадження дуба звичайного природного походження.

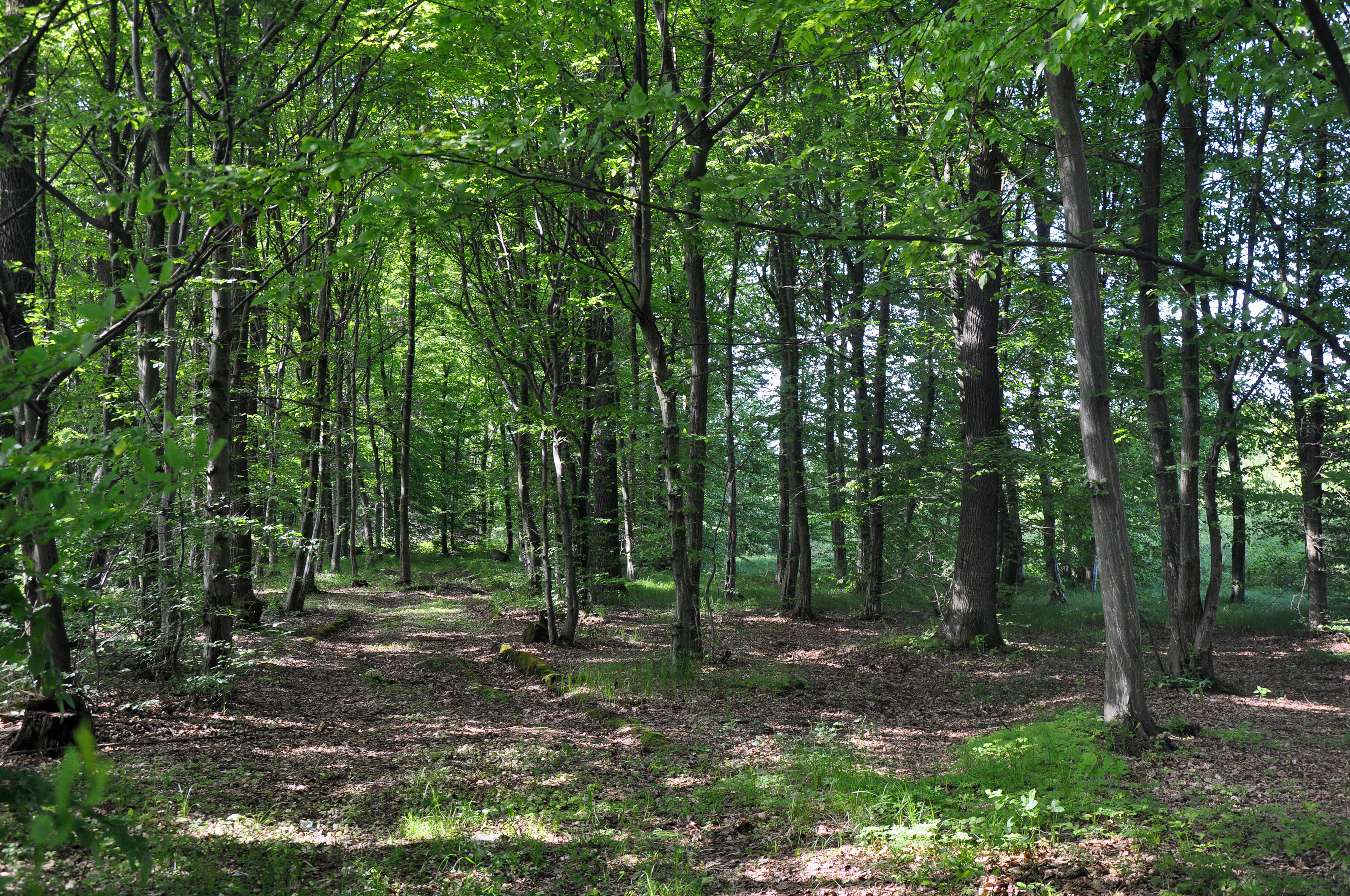
Йосиповичі